# Tiquadra circumdata
Tiquadra circumdata är en fjärilsart som beskrevs av Philipp Christoph Zeller 1877. Tiquadra circumdata ingår i släktet Tiquadra och familjen äkta malar.
Artens utbredningsområde är Colombia. Inga underarter finns listade i Catalogue of Life.